# Ormia carreirai
Ormia carreirai là một loài ruồi trong họ Tachinidae.